# Sigdesholm
Sigdesholm este o arie protejată (arie specială de conservare — SAC, sit de importanță comunitară — SCI, arie de protecție specială avifaunistică — SPA) din Suedia întinsă pe o suprafață de 29,5 ha, integral pe uscat.

## Localizare
Centrul sitului Sigdesholm este situat la coordonatele 57°09′20″N 18°27′56″E / 57.1556°N 18.4656°E.

## Înființare
Situl Sigdesholm a fost declarat arie de protecție specială avifaunistică în ianuarie 1998 pentru a proteja 5 specii de animale. Alte tipuri de protecție:
- sit de importanță comunitară (în aprilie 2004)
- arie specială de conservare (în martie 2011)[1][3][4]

## Biodiversitate
Situată în ecoregiunile boreală și marină baltică, aria protejată conține 4 habitate naturale: Pajiști cu Molinia pe soluri calcaroase, turboase sau argilos-nămoloase (Molinion caeruleae), Pajiști uscate seminaturale și facies de acoperire cu tufișuri pe substraturi calcaroase (Festuco-Brometalia) (* situri importante pentru orhidee), Pășuni de coastă din Baltica boreală, Vegetație perenă pe țărmurile stâncoase.
La baza desemnării sitului se află mai multe specii protejate de  păsări (5): Branta leucopsis, ciocântors (Recurvirostra avosetta), chiră mică (Sterna albifrons), chiră de baltă (Sterna hirundo), Sterna paradisaea.